# Lucas Hernández
Lucas Hernández (* 14. února 1996 Marseille) je francouzský profesionální reprezentační fotbalista, který hraje na pozici středního či levého obránce za francouzský klub Paris Saint-Germain FC a za francouzský národní tým.
V roce 2018 vyhrál s Francií Mistrovství světa v Rusku a s Atléticem Madrid taky Evropskou ligu UEFA. V první sezóně v Bavorsku se radoval ze zisku klubového treblu, za výhru v lize, domácím poháru a v Lize mistrů.

## Klubová kariéra

### Atlético Madrid
Od sezóny 2015/16 se Hernández začal prosazovat do sestavy Atlética. V sezóně 2016/17 odehrál za klub 24 zápasů napříč všemi soutěžemi, v další sezóně 2017/18 44 zápasů. Ve finále EL 2017/18 odehrál celý zápas, Atlético porazilo Olympique Marseille 3:0 a získalo tak pohár.
Na začátku další sezóny vyhrál s Atléticem Superpohár, když se Atletům podařilo porazit městského rivala Real Madrid 4:2.

### Bayern Mnichov
27. března 2019 oznámil Bayern Mnichov, že Hernandez přestoupí do bavorského celku 1. července 2019 za poplatek ve výši 80 milionů eur, což byl klubový rekord (a taky rekord Bundesligy); podepsal pětiletou smlouvu trvající do roku 2024. Za Bayern debutoval 10. srpna v zápase prvního kola DFB-Pokalu proti Energie Cottbus jako náhradník v 89. minutě. 23. srpna 2020 se Hernandez společně se svými spoluhráči stal vítězem Ligy mistrů.

## Reprezentační kariéra
Do seniorské reprezentace byl povolaný v březnu 2018, to jej trenér Francie Didier Deschamps nominoval na přátelské zápasy s Kolumbií a Ruskem.
Dostal se mezi vyvolené hráče pro MS 2018 v Rusku, kde se stal stálicí na levém kraji obrany. Mimo třetího zápasu s Dánskem ve skupině, kdy odehrál jen 50 minut, odehrál všechny zápasy celé, včetně toho finálového, kde Francie zdolala Chorvatsko 4:2.

## Statistiky

### Klubové
K zápasu odehranému 14. srpna 2020
| Klub            | Sezóna  | Liga       | Liga   | Liga | Národní pohár | Národní pohár | Evropské poháry | Evropské poháry | Ostatní | Ostatní | Celkem | Celkem |
| Klub            | Sezóna  | Liga       | Zápasy | Góly | Zápasy        | Góly          | Zápasy          | Góly            | Zápasy  | Góly    | Zápasy | Góly   |
| --------------- | ------- | ---------- | ------ | ---- | ------------- | ------------- | --------------- | --------------- | ------- | ------- | ------ | ------ |
| Atlético Madrid | 2014/15 | La Liga    | 1      | 0    | 3             | 0             | 0               | 0               | 0       | 0       | 4      | 0      |
| Atlético Madrid | 2015/16 | La Liga    | 10     | 0    | 2             | 0             | 4               | 0               | —       | —       | 16     | 0      |
| Atlético Madrid | 2016/17 | La Liga    | 15     | 0    | 5             | 0             | 4               | 0               | —       | —       | 24     | 0      |
| Atlético Madrid | 2017/18 | La Liga    | 27     | 0    | 6             | 0             | 11              | 0               | —       | —       | 44     | 0      |
| Atlético Madrid | 2018/19 | La Liga    | 14     | 1    | 2             | 0             | 5               | 0               | 1       | 0       | 22     | 1      |
| Atlético Madrid | Celkem  | Celkem     | 67     | 1    | 18            | 0             | 24              | 0               | 1       | 0       | 109    | 1      |
| Bayern Munich   | 2019/20 | Bundesliga | 19     | 0    | 3             | 0             | 3               | 0               | 0       | 0       | 25     | 0      |
| Bayern Munich   | 2020/21 | Bundesliga | 0      | 0    | 0             | 0             | 0               | 0               | 0       | 0       | 0      | 0      |
| Bayern Munich   | Celkem  | Celkem     | 19     | 0    | 3             | 0             | 3               | 0               | 0       | 0       | 25     | 0      |
| Celkem          | Celkem  | Celkem     | 86     | 1    | 21            | 0             | 27              | 0               | 1       | 0       | 134    | 1      |

### Reprezentační
K zápasu odehranému 14. října 2019
| Francie | Francie | Francie |
| Rok     | Zápasy  | Góly    |
| ------- | ------- | ------- |
| 2018    | 15      | 0       |
| 2019    | 2       | 0       |
| Celkem  | 17      | 0       |